# Ulak Kapal
Ulak Kapal is een bestuurslaag in het regentschap Ogan Komering Ilir van de provincie Zuid-Sumatra, Indonesië. Ulak Kapal telt 2696 inwoners (volkstelling 2010).